# Открытый чемпионат Индонезии по теннису
Открытый чемпионат Индонезии по теннису (англ. Indonesia Open; также известен как Открытый чемпионат Джакарты, Jakarta Open) — международный мужской профессиональный теннисный турнир.

## История
Турнир проводился с 1993 по 1996 год на открытых хардовых кортах Джакарты (Индонезия) в начале теннисного сезона, предшествуя Открытому чемпионату Австралии. Относился к базовой категории турниров Ассоциации теннисистов-профессионалов — ATP World. В последний год проведения призовой фонд составил 303 тысячи долларов США при турнирной сетке, рассчитанной на 32 игрока в одиночном разряде и 16 пар.

## Победители и финалисты
Первые два розыгрыша турнира в одиночном разряде выиграл Майкл Чанг. Кроме него, ни один теннисист за четыре года не успел дважды выиграть турнир ни в одном из разрядов: хотя Паул Хархёйс, выигравший одиночный турнир 1995 года (единственный в карьере), и добрался за два года до этого до парного финала с Якко Элтингом, в финале нидерландская пара проиграла.
В целом среди чемпионов турнира во всех разрядах — трое американцев (Чанг — дважды и Рик Лич и Скотт Мелвилл в парах) и двое представителей Нидерландов (Хархёйс и Шенг Схалкен). Представителей Индонезии в финалах за четыре года не было, а страны бывшего СССР представляет один чемпион в парном разряде — Андрей Ольховский.

### Одиночный разряд
| Год  | Победитель     | Финалист        | Счёт          |
| ---- | -------------- | --------------- | ------------- |
| 1993 | Майкл Чанг     | Карл-Уве Штееб  | 2-6, 6-2, 6-1 |
| 1994 | Майкл Чанг (2) | Давид Рикл      | 6-3, 6-3      |
| 1995 | Паул Хархёйс   | Радомир Вашек   | 7-5, 7-5      |
| 1996 | Шенг Схалкен   | Юнес эль-Айнауи | 6-3, 6-2      |

### Парный разряд
| Год  | Победители                    | Финалисты                    | Счёт          |
| ---- | ----------------------------- | ---------------------------- | ------------- |
| 1993 | Диего Наргисо Гийом Рау       | Паул Хархёйс Якко Элтинг     | 7-6, 6-7, 6-3 |
| 1994 | Нил Борвик Юнас Бьоркман      | Хорхе Лосано Джим Пью        | 6-4, 6-1      |
| 1995 | Дэвид Адамс Андрей Ольховский | Рональд Аженор Сюдзо Мацуока | 7-5, 6-3      |
| 1996 | Рик Лич Скотт Мелвилл         | Кент Киннэр Дейв Рэндолл     | 6-1, 2-6, 6-1 |